# Inmaculada Concepción (El Greco, Museo Thyssen)
Inmaculada Concepción es el tema de un lienzo conservado en el museo Thyssen-Bornemisza de Madrid, realizado por el Greco con la participación de su taller y de su hijo, Jorge Manuel Theotocópuli.

## Tema de la obra
Si bien la Inmaculada Concepción no figura en los evangelios canónicos, algunos exegetas la infieren de unos versículos del evangelio de Lucas. No fue decretada como dogma de la Iglesia católica hasta el año 1854, pero su devoción proviene de una tradición piadosa muy antigua, de notable importancia en la iconografía cristiana.
Su representación —escasa en el corpus pictórico del Greco— podría confundirse con la de la Asunción de María. Pero en la presente obra están ausentes los apóstoles que figuran en la Asunción y, además, la inclusión de varios atributos de las letanías lauretanas confirma que se trata de una Inmaculada Concepción. El presente lienzo se considera posterior a la Inmaculada Concepción con san Juan Evangelista y a la Inmaculada Concepción (Capilla Oballe).

## Análisis de la obra

#### Datos técnicos y registrales
- Pintura al óleo sobre lienzo;

- 108 x 82 cm, según Gudiol;
- Pintado en 1607-1610; según Gudiol;[4]
- Museo Thyssen-Bornemisza, Madrid; n º. Inv. 170 (1930.29)
- Catalogado por Gudiol con el número 223, por Wethey con la referencia 92 y por Tiziana Frati con la 155.[5]

#### Descripción de la obra
En esta obra, el Greco da más protagonismo a la zona celestial, que en las versiones anteriores de este tema. Varios autores han señalado la diferencia de calidad entre las figuras y el fondo, siendo Halldor Soehner fue el primero en constatarlo, y atribuyendo el paisaje a Jorge Manuel. Álvarez Lopera cree que es una evolución de la Inmaculada vista por Juan Evangelista, que ha ganado en dinamismo y claridad doctrinal, si bien también constata la colaboración de Jorge Manuel.
Gudiol señala el parecido de este lienzo con el del retablo de la Inmaculada Concepción, pero con la supresión de los ángeles de la zona inferior.Cossío comenta la falta de arrebato de esta composición, aunque reconoce el refinamiento técnico propio de la última etapa del pintor.
Según Wethey, el trabajo del taller en la presente obra se nota, comparándola con la Inmaculada de la capilla Oballe —obra autógrafa — señalando la mediocre calidad de las flores, arquitectura, paisaje y, sobre todo, de la prenda blanca flotante, a la derecha de la Virgen. Según este autor, los mejores elementos son María y los querubines a sus pies, mientras que los otros ángeles denotan la mano de Jorge Manuel.

## Procedencia
- Cádiz, colección particular
- Miguel Borondo, Madrid.
- Marqués de Casa Torres, Madrid (1902)
- Marqués de la Vega Inclán
- Colección de Luis de Navas, Madrid (1908)
- Marcell Nemes (Budapest) entre 1909 y 1928.
- Von Nemes la vende en 1928.
- Entra en la colección Thyssen-Bornemisza en 1929.[9]